# Траппенкамп
Траппенкамп (нім. Trappenkamp) — громада в Німеччині, розташована в землі Шлезвіг-Гольштейн. Входить до складу району Зегеберг. Складова частина об'єднання громад Борнгефед.
Площа — 3,32 км2. Населення становить 5218 ос. (станом на 31 грудня 2020).